# Тогансай
Тогансай (каз. Тоғансай) — село в Туркестанской области Казахстана. Находится в подчинении городской администрации Арыса. Входит в состав Монтайтасского сельского округа. Код КАТО — 511645700.

## Население
В 1999 году население села составляло 226 человек (118 мужчин и 108 женщин). По данным переписи 2009 года, в селе проживало 68 человек (33 мужчины и 35 женщин).